# Бйорн Залізнобокий
Бйо́рн Рагнарссон (давньоскан. Björn Ragnarsson, «Бйорн, син Рагнара») або Бйо́рн Залізнобо́кий (давньоскан. Björn Járnsíða, швед. Björn Järnsida) — напівлегендарний конунг Швеції, який жив у IX столітті. Один з синів легендарного вікінга Рагнара Лодброка. Вважається першим правителем з нової династії.
На початку XVIII століття курган на острові Мунсйо був названий могилою Бйорна Залізнобокого (швед. Björn Järnsidas hög, hög походить від давньоскан. Haugr — курган, могильний пагорб).

## Біографія

### Рейди по Сені
Бйорн був впливовим вождем вікінгів IX століття. Він фігурує в тогочасних джерелах, таких як Annales Bertiniani і Chronicon Fontanellense. Вперше він згадується у зв'язку із подіями влітку 855 року. Найстарішим текстом, який детально описує його походження, є норманська історія Вільгельма Жюм'єзького (Guillaume de Jumièges, бл. 1070 р.). За словами Вільгельма, у данців був звичай вимагати від молодших синів королів залишити королівство, щоб не ставити під сумнів владу короля. Таким чином, після того, як Рагнар Лодброк став королем, він наказав Бйорну залишити його королівство. Бйорн покинув Данію зі значним флотом і почав спустошувати Західне Франкське королівство. Тогочасні літописи свідчать, що він співпрацював з іншим вікінгом на ім'я Сігтрігг і піднявся угору по Сені у 855 році, звідки його та війська Сігтрігга здійснювали рейд у глиб країни. Їхні об'єднані сили в тому ж році були розбиті в Шампані королем Карлом Лисим із Західної Франції. Сігтрігг відступив наступного року, але Бйорн отримав підкріплення від іншої армії вікінгів і франки не спромоглись вигнати його з району Сени. Він і його люди зайняли зимові квартири в так званій Могилі Гівольда, яка служила базою для штурму Парижа, який був пограбований приблизно під новий рік 856—857 років. Бьорн побудував укріплення на острові Уассель трохи вище Руана, який вікінги назвали вікінги назвали його Торгольм (Thorhólmr) — острів Тора. Бйорн утримував його як свою фортецю протягом багатьох років. Він присягнув на вірність Карлу Лисому у Вербері в 858 році, але неясно, чи дотримав він своєї обіцянки. Король Карл зрештою вирішив атакувати непокірних вікінгів Сени всіма своїми наявними силами й обложив Уассель у липні. Облога провалилася, оскільки вікінги енергійно захищали укріплення. Крім того, в цей час на землі Карла вторгся його брат, король Східної Франкії Людовик Німецький і багато васалів покинуло Карла. Таким чином у вересні облогу було припинено.

### Рейд в Середземномор'я
У 859 році Бйорн досяг Гібралтару і розграбував середземноморське узбережжя Марокко. Потім шлях Бйорна і його вікінгів лежав на Балеарські острови і в Прованс. У 862 році повернувся до Британії, розоривши на зворотному шляху Валенсію.

## У мистецтві

### Сага про Гервйор
У «Сазі про Гервйор», як і в «Сазі про Рагнара Лодброка», говориться, що Ейстейн Грім був убитий Бйорном і його братами, і що вони завоювали всю Швецію. Коли помер Рагнар, його титул конунга успадкував Бйорн Залізний Бік. У нього було двоє синів, Рефіл і Ерік Бйорнсон, який став наступним конунгом Швеції. «Сага про Ньялі» називає ще одного сина, Гроальда, нащадки якого влаштувалися в Ісландії, де увійшли в число найбільш знатних родів (один з них — Торд з Мису).

### У кінематографі
- Серіал Вікінги / Vikings (2013—2014; Ірландія, Канада) в ролі Бйорна в дитинстві Нейтан О'Тул, у ролі дорослого Бйорна Александер Людвіг.